# Teenage Warning
Teenage Warning ist das Debütalbum der Punkband Angelic Upstarts. Es erschien 1979 auf Warner Bros. Records.

## Entstehungsgeschichte
Die Angelic Upstarts wurden 1977 gegründet. Nach mehreren Versuchen ihre Musik im Do-it-yourself-Stil zu vermarkten und einem Auftritt bei John Peel wurde die Gruppe von Jimmy Pursey unter Vertrag genommen, der für die Band einen Vertrag mit Polydor aushandelte. Auf Grund mehrerer Zwischenfälle wurden jedoch sowohl Purseys Band Sham 69 als auch Angelic Upstarts aus dem Vertrag entlassen. Pursey konnte jedoch einen neuen Vertrag mit Warner Bros. aushandeln, die 1979 die Single I’m an Upstart veröffentlichten. Zwei Monate später erschien schließlich das Debütalbum Teenage Warning. Daraus wurde einen Monat später der Titelsong als Single ausgekoppelt. Produzent des Albums war Jimmy Pursey selbst. Lediglich The Murder of Liddle Towers (auf dem Album als Liddle Towers deklariert) war bereits im Mai 1978 als Eigenproduktion erschienen und in den Impulse Studios in Wallsend von der Band selbst aufgenommen worden.

## Weitere Veröffentlichungen
2003 erschien eine CD-Version über Captain Oi! Records, die Liner-Notes von Mark Brennan, die Songtexte sowie zwei Bonustitel enthielt. 2007 erschien das Album auch als Picture-LP.

## Titelliste
Alle Lieder bis auf The Young Ones wurden von Thomas „Mensi“ Mensforth und Ray „Mond“ Cowie geschrieben.

### A-Seite
1. Teenage Warning – 3:02
2. Student Power – 2:20
3. The Young Ones – 1:49
4. Never Again – 3:57
5. We Are the People – 3:06
6. Liddle Towers – 4:41

### B-Seite
1. I’m an Upstart – 2:20
2. Small Town Small Mind – 2:26
3. Youth Leader – 3:05
4. Do Anything – 2:16
5. Let’s Speed – 2:34
6. Leave Me Alone – 2:15

### Bonustracks
1. The Murder of Liddle Towers (Single Version) – 4:40
2. Police Oppression (Single Version) – 3:31

## Hintergrundinfos
The Young Ones ist eine Coverversion von Cliff Richard zusammen mit The Shadows, die 1961 für den gleichnamigen Film (im Deutschen: Hallo, Mr. Twen) von Sid Tepper und Roy C. Bennett geschrieben wurde.
The Murder of Liddle Towers war bereits 1978 zusammen mit der B-Seite Police Oppression auf dem bandeigenen Label Dead Records veröffentlicht worden. Die 500er Auflage wurde von der britischen Musikpresse zwar verrissen, doch von den Independent-Labels Rough Trade und Small Wonder kurz darauf wieder neu aufgelegt. Der Musiktitel basiert auf dem Tod des Elektrikers Liddle Towers, der nach der Entlassung aus einem Polizeigewahrsam verstorben war. Der Fall sorgte in Großbritannien für Aufsehen und wurde auch im House of Commons besprochen.

## Musikstil
Obwohl die Band aus der Punkszene stammt und in den Credits zum Album unter anderem The Clash, den Sex Pistols dankte, wurde Teenage Warning vor allem als eines der Alben wahrgenommen, das den Weg zu Oi! und Streetpunk ebnete. Die Texte der Band, sehr sozialkritisch und gegen Thatcher gerichtet, trafen den Nerv der englischen Arbeiterklasse. Das Album gilt laut Matt Kantor von Allmusic als Punkklassiker, der die perfekte Balance zwischen ernsten und spaßigen Texten hält.

## Chartplatzierungen
Das Album platzierte sich auf Platz 29 der britischen Musikcharts und blieb insgesamt sieben Wochen in den Charts. Die Singleauskopplungen I’m an Upstart (Platz 31/8 Wochen) und Teenage Warning (Platz 29/6 Wochen) konnten sich in den UK Top 40 platzieren.